# Fontaine-sous-Jouy
Fontaine-sous-Jouy è un comune francese di 861 abitanti situato nel dipartimento dell'Eure nella regione della Normandia.

## Società

### Evoluzione demografica
Abitanti censiti